# Corsham
Corsham är en stad och civil parish i grevskapet Wiltshire i södra England. Staden ligger i enhetskommunen Wiltshire, cirka 31,5 kilometer sydväst om Swindon och cirka 13 kilometer nordost om Bath. Tätorten (built-up area) hade 10 888 invånare vid folkräkningen år 2021. Corsham nämndes i Domedagsboken (Domesday Book) år 1086, och kallades då Cosseham.